# Lê Văn Minh (trung tướng)
Lê Văn Minh (1958-2021) là Trung tướng Công an nhân dân Việt Nam. Từ tháng 8 năm 2011 đến tháng 8 năm 2018, ông giữ chức vụ Tổng cục trưởng Tổng cục Hậu cần - Kỹ thuật, Bộ Công an (Việt Nam).

## Tiểu sử
Tháng 10 năm 2011, Thiếu tướng Công an nhân dân Việt Nam Lê Văn Minh, Quyền Tổng cục trưởng Tổng cục Hậu cần - Kỹ thuật, Bộ Công an được Thủ tướng Chính phủ Việt Nam bổ nhiệm giữ chức vụ Tổng cục trưởng Tổng cục Hậu cần - Kỹ thuật, Bộ Công an.
Tháng 5 năm 2012, ông là Thiếu tướng Công an nhân dân Việt Nam, Bí thư Đảng ủy, Tổng cục trưởng Tổng cục Hậu cần - Kỹ thuật, Bộ Công an.
Tháng 12 năm 2013, ông là Trung tướng Công an nhân dân Việt Nam, Bí thư Đảng ủy, Tổng cục trưởng Tổng cục Hậu cần - Kỹ thuật, Bộ Công an.
Ông từ trần ngày 3 tháng 10 năm 2021. 

## Phong tặng

### Lịch sử thụ phong quân hàm
- Thiếu tướng Công an nhân dân Việt Nam
- Trung tướng Công an nhân dân Việt Nam (năm 2012 hoặc 2013)

## Kỉ luật
Chiều ngày 27 tháng 7 năm 2018, Ủy ban Kiểm tra Trung ương Đảng Cộng sản Việt Nam phát đi thông cáo cho biết Trung tướng Lê Văn Minh bị đề nghị kỉ luật Đảng do có sai phạm nghiêm trọng. Ông buộc phải chịu trách nhiệm người đứng đầu trong các sai phạm của Ban thường vụ Đảng ủy Tổng cục Hậu cần - Kỹ thuật, Bộ Công an (vi phạm nguyên tắc tập trung dân chủ và quy chế làm việc), đồng thời chịu trách nhiệm cá nhân trong việc thực hiện nhiệm vụ.